# Чемпіонат світу з легкої атлетики 2019 — біг на 200 метрів (чоловіки)

Фінальний забіг

Змагання з бігу на 200 метрів серед чоловіків на Чемпіонаті світу з легкої атлетики 2019 у Досі проходили 29 вересня-1 жовтня на стадіоні «Халіфа».

## Напередодні старту
На початок змагань основні рекордні результати були такими:
| WR | Усейн Болт (JAM) | 19,19 | Берлін  | 20 серпня 2009 |
| CR | Усейн Болт (JAM) | 19,19 | Берлін  |                |
| WL | Ноа Лайлс (USA)  | 19,50 | Лозанна | 5 липня 2019   |

Перед стартом змагань було важко уявити іншого претендента на перемогу, ніж американця Ноа Лайлса, лідера сезону на 200-метрівці та переможця на цій дистанції в останніх трьох розіграшах Діамантової ліги.

## Результати

### Попередні раунди
Найкращий результат з учасників семи забігів показав британець Адам Джемілі (20,06). До півфінальної стадії проходили перші троє з кожного забігу та троє найшвидших за часом з тих, які посіли у забігах місця, починаючи з четвертого.
Першим за підсумками трьох півфіналів був Ноа Лайлс (19,86). До фіналу проходили перші двоє з кожного забігу та двоє найшвидших за часом з тих, які посіли у забігах місця, починаючи з третього.

### Фінал
Вітер: 0,3 м/с
| Місце | Атлет                 | Час   | Примітки |
| ----- | --------------------- | ----- | -------- |
| 1     | Ноа Лайлс (USA)       | 19,83 |          |
| 2     | Андре де Грассе (CAN) | 19,95 |          |
| 3     | Алекс Кіньйонес (ECU) | 19,98 |          |
| 4     | Адам Джемілі (GBR)    | 20,03 | SB       |
| 5     | Раміль Гулієв (TUR)   | 20,07 |          |
| 6     | Аарон Браун (CAN)     | 20,10 |          |
| 7     | Се Чженьє (CHN)       | 20,14 |          |
| 8     | Кайл Гро (TTO)        | 20,39 |          |